# Christopher Casaretto
Cristopher Nicolás Casaretto Suid (Santiago de Chile, Chile, 19 de julio de 1987) es un exfutbolista chileno juega de portero.

## Inicio
Comienza su carrera en un club amateur de Maipú, Para después subir a los cadetes de Universidad de Chile donde permanece como arquero juvenil por 3 años.

## Trayectoria
Jugó en la Universidad de Chile desde 2007 cuando Salvador Capitano lo subió al primer equipo, pero solo ha sido parte del primer equipo en dos años: la primera fue en 2007 y ahora vivirá su segunda experiencia en 2010. Deja el club para el segundo semestre de 2011, luego de que su contrato no fuera renovado.

## Clubes
| Club                 | País  | Año       |
| -------------------- | ----- | --------- |
| Universidad de Chile | Chile | 2007-2011 |
| Trasandino           | Chile | 2012-2013 |